# 埼玉県道46号加須北川辺線

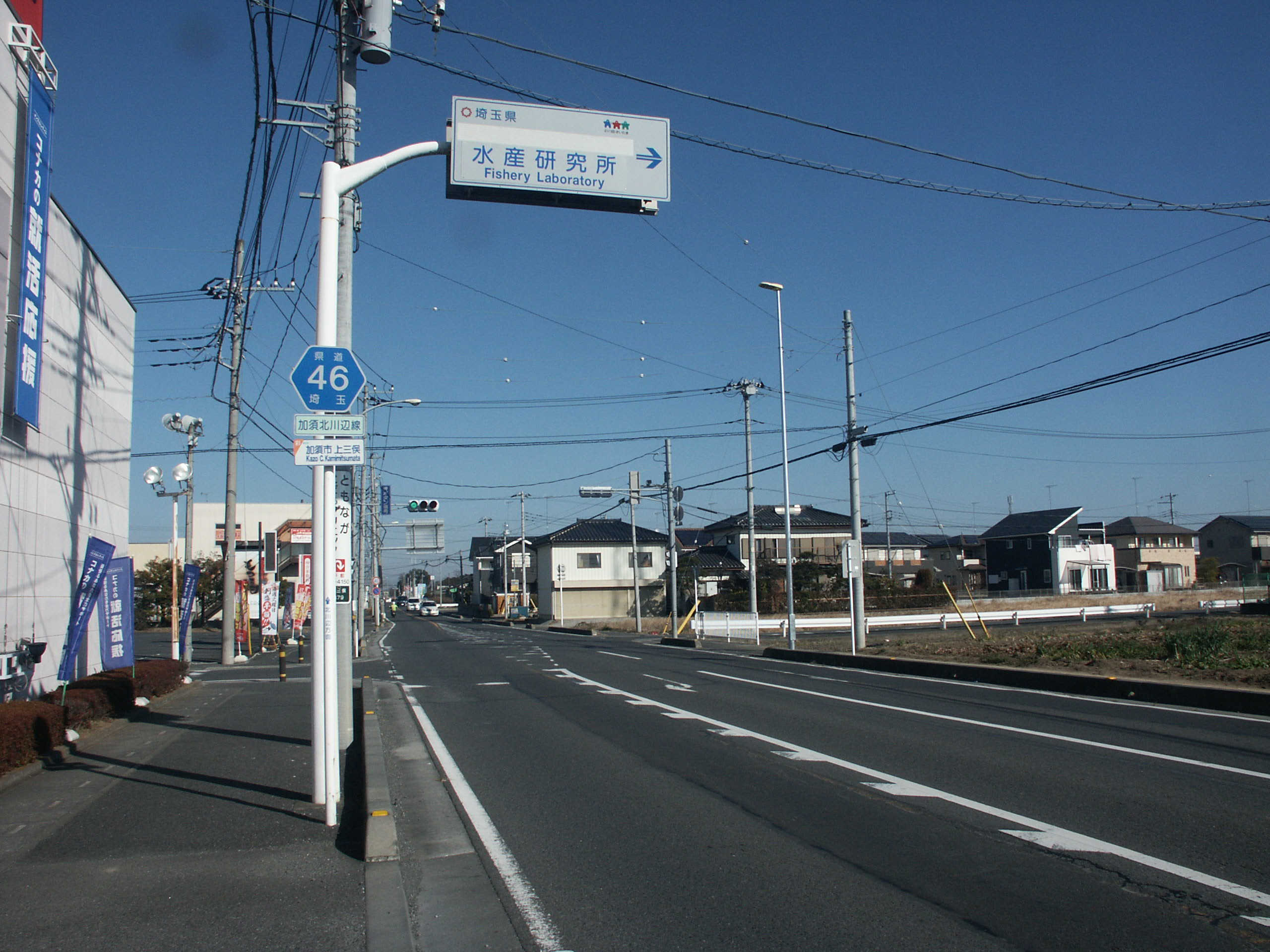
加須市上三俣付近

埼玉県道46号加須北川辺線（さいたまけんどう46ごう かぞきたかわべせん）は、埼玉県加須市にある県道（主要地方道）である。

## 概要
利根川を埼玉大橋により跨ぎ、利根川北側にある加須市の旧北川辺町と旧大利根町ほか埼玉県内他市町村とを直接繋ぐ唯一の道路である。旧北川辺町内では加須方から来て北川辺消防署前交点を右折するルートと、直進し渡良瀬遊水地へと至る（バイパス）が並行しており、現在では前者は旧道区間は市道および終点付近が埼玉県道368号飯積向古河線となっており、現道はバイパスの方となっている。
かつては、三国橋を渡った先の茨城県古河市内の区間を含め、『県道古河加須線』とされており、案内標識や距離標識等での『古河』の表示はこれの名残と思われる。
加須市内では埼玉県道149号加須菖蒲線内の加須市本町交点を起点として、当線起点・睦町を経て、利根川手前の同市大越地区までの区間を『大越新道』と呼んでいるが、『大越新道』終点は、地元でも曖昧である。

## 路線データ
- 距離：-km
- 起点：埼玉県加須市三俣（三俣 = 国道125号加須羽生バイパス交点）
- 終点：埼玉県加須市向古河（三国橋 = 国道354号交点）

## 歴史
- 1970年（昭和45年）12月24日 - 前身にあたる県道古河加須線（茨城県古河市 - 埼玉県加須市）として指定される（利根川は渡船による連絡）[2]。
- 1972年（昭和47年）3月1日 - 茨城県道の古河加須線に付与されている整理番号が、383から45に改正される[3]。
- 1972年（昭和47年） - 埼玉大橋開通、渡船連絡の終了
- 1989年（平成元年） - 埼玉大橋無料化
- 1993年（平成5年） - 一部区間が国道354号に昇格、茨城県で県道指定廃止、県道加須北川辺線となる。
- 1997年（平成9年） - 道の駅童謡のふる里おおとねが道の駅として登録される。
- 2018年（平成30年）4月27日 - 板倉北川辺バイパスの開通による旧道移管に伴い、終点が柏戸（中）交差点から柏戸（遊水地）交差点へ延長される[4]。

## 地理

### 通過する自治体
- 埼玉県
  - 加須市

### 交差する主な道路
| 交差する道路                                | 交差する道路                                | 所在地 | 所在地   | 交差点名       | 最高速度 (km/h) |
| ------------------------------------------- | ------------------------------------------- | ------ | -------- | -------------- | --------------- |
| 国道125号（加須羽生バイパス）               | 国道125号（加須羽生バイパス）               | 加須市 | 上三俣   | 三俣           | 40              |
| 埼玉県道84号羽生栗橋線                      | 埼玉県道84号羽生栗橋線                      | 加須市 | 下樋遣川 | 樋遣川         | 40              |
| 埼玉県道60号羽生外野栗橋線                  | 埼玉県道60号羽生外野栗橋線                  | 加須市 | 佐破     | 砂原           | 50              |
| 埼玉県道368号飯積向古河線                   | 埼玉県道368号飯積向古河線                   | 加須市 | 麦倉     | ※接続なし      | 50              |
| 埼玉県道369号麦倉川俣停車場線               | 埼玉県道369号麦倉川俣停車場線               | 加須市 | 麦倉     | 北川辺消防署前 | 50              |
| （板倉北川辺バイパス）国道354号（新三国橋） | （板倉北川辺バイパス）国道354号（新三国橋） | 加須市 | 柏戸     | 柏戸中         | 50              |
| 埼玉県道9号佐野古河線                       | 本線                                        | 加須市 | 柏戸     | 柏戸遊水地     | 50              |

### 交差する高速道路・鉄道・河川
- 東北自動車道（加須市上三俣・三俣橋（跨道橋、非接続））
- 中川（加須市下樋遣川・天神橋）
- 利根川（加須市・埼玉大橋）
- 東武日光線（加須市向古河（跨線橋））

### 周辺の主な施設・観光地
- 埼玉県農林総合研究センター水産研究所
- 加須市立樋遣川小学校
- 加須市立加須北中学校
- 加須大利根工業団地
- 道の駅童謡のふる里おおとね
- 加須市役所北川辺総合支所（旧・北川辺町役場）
- オニバス自生地

## ギャラリー

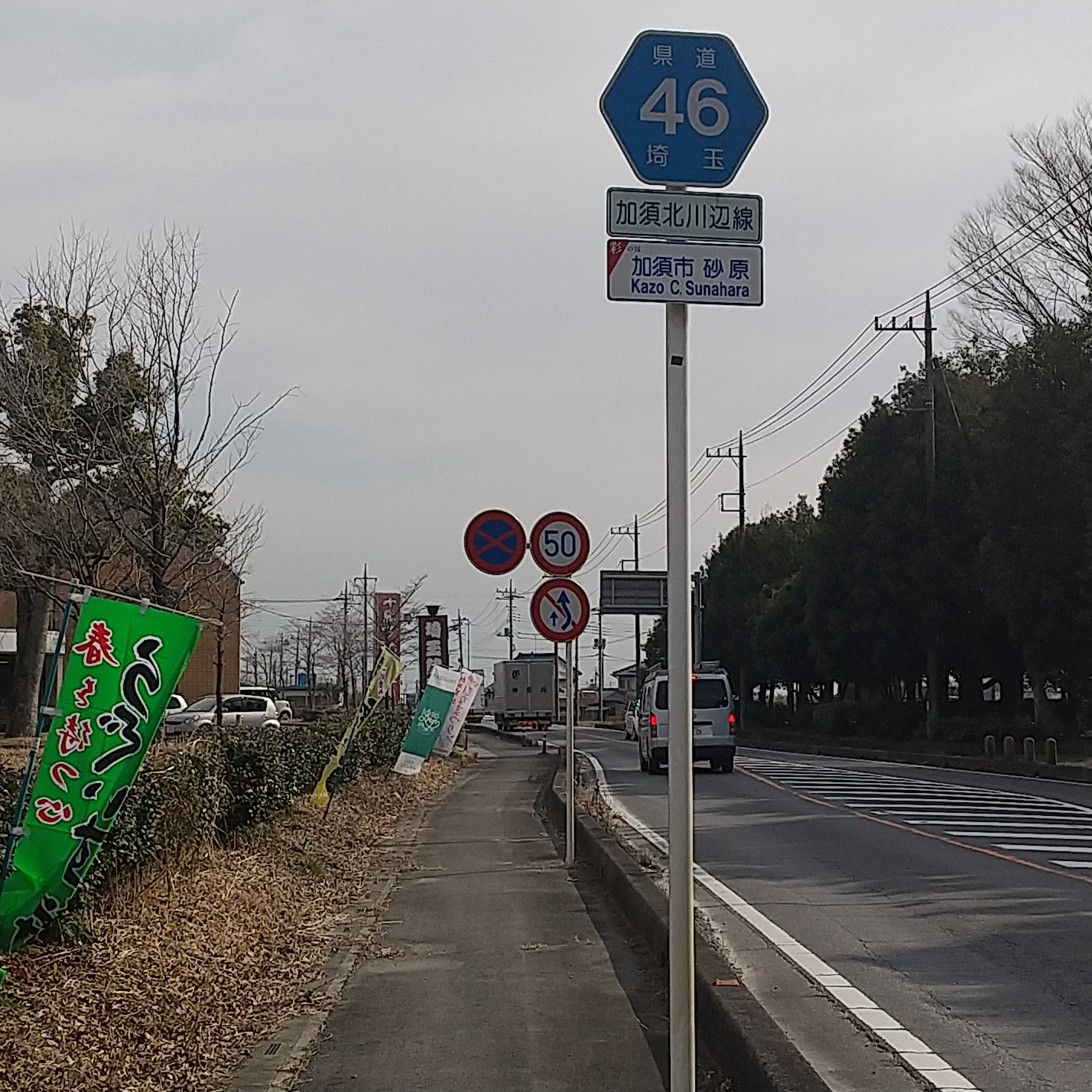
加須市砂原付近
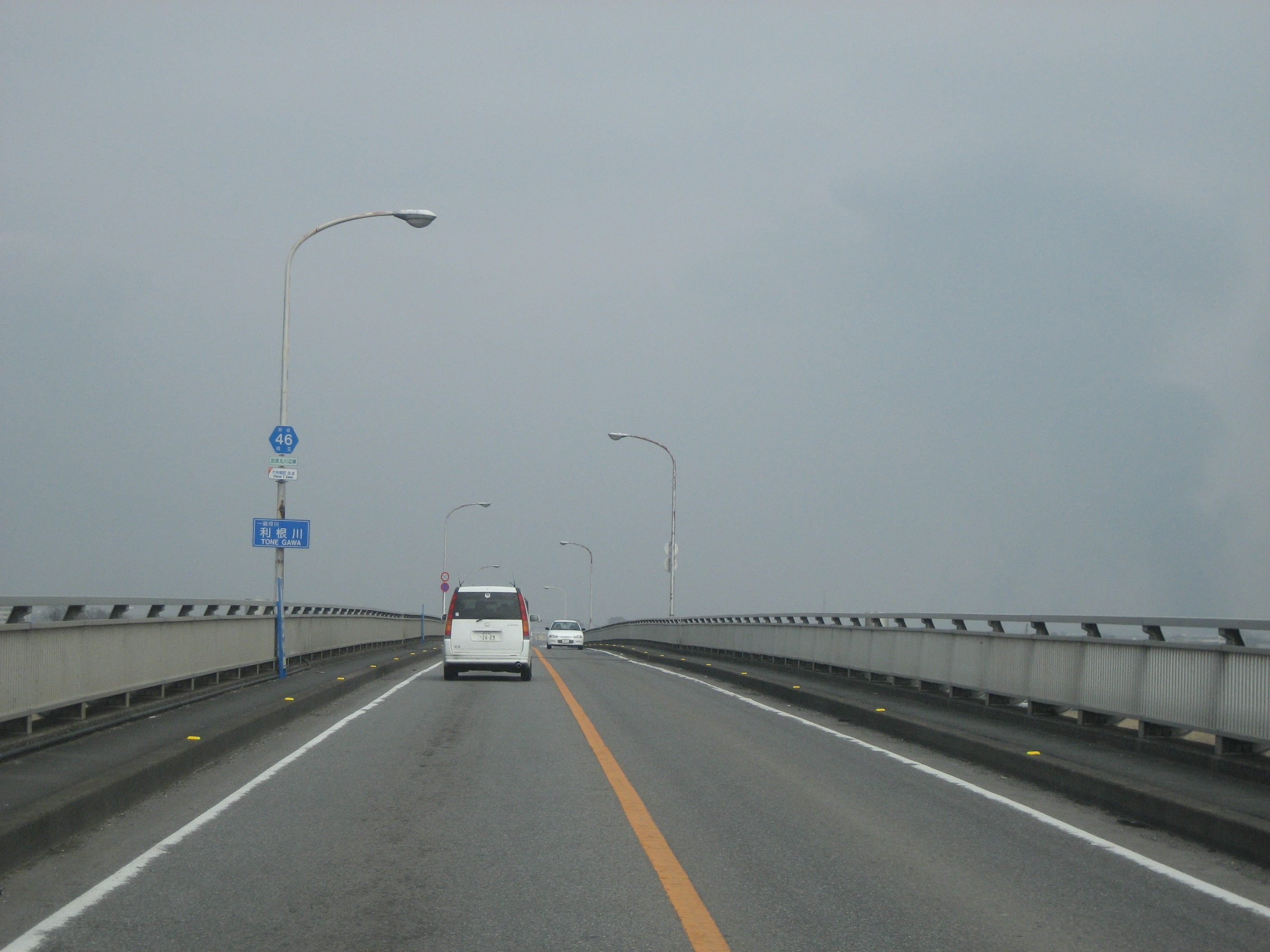
加須市 埼玉大橋付近
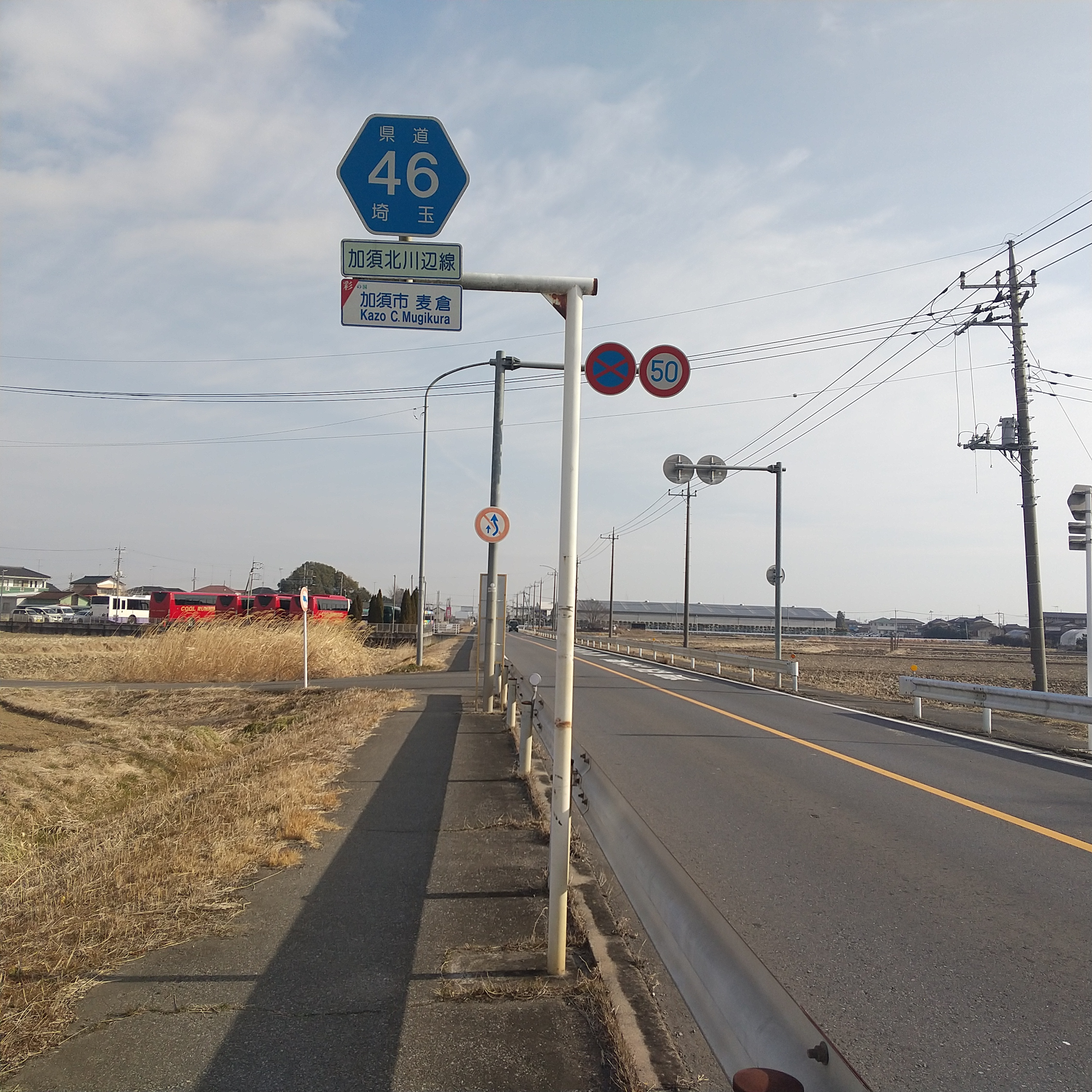
加須市麦倉付近